# Microdon contractus
Microdon contractus är en tvåvingeart som beskrevs av Enrico Adelelmo Brunetti 1923. Microdon contractus ingår i släktet myrblomflugor, och familjen blomflugor. Inga underarter finns listade i Catalogue of Life.